# Premio Sophie Germain
El Premio Sophie Germain (en francés: Prix Sophie Germain) es un galardón matemático que concede anualmente la Academia de Ciencias de Francia desde el año 2003. Debe su nombre a la matemática francesa Sophie Germain, y está dotado con una cantidad de 8000 euros.

## Premiados
- 2003 Claire Voisin
- 2004 Henri Berestycki
- 2005 Jean-François Le Gall
- 2006 Michael Harris
- 2007 Ngô Bảo Châu
- 2008 Håkan Eliasson
- 2009 Nessim Sibony
- 2010 Guy Henniart
- 2011 Yves Le Jan
- 2012 Lucien Birgé
- 2013 Albert Fathi
- 2014 Bernhard Keller
- 2015 Carlos Simpson
- 2016 François Ledrappier
- 2017 Xiaonan Ma
- 2018 Isabelle Gallagher
- 2019 Bertrand Toën
- 2020 Georges Skandalis
- 2021 Étienne Fouvry
- 2022 Thierry Bodineau
- 2023 Pierre Schapira